# Kureküla
Kureküla är en ort i Estland. Den ligger i Rannu kommun och landskapet Tartumaa, i den södra delen av landet, 150 km sydost om huvudstaden Tallinn. Kureküla ligger 47 meter över havet och antalet invånare är 154.
Terrängen runt Kureküla är platt. Runt Kureküla är det glesbefolkat, med 11 invånare per kvadratkilometer. Närmaste större samhälle är Elva, 14,5 km öster om Kureküla. Omgivningarna runt Kureküla är en mosaik av jordbruksmark och naturlig växtlighet.